# Institut Georges-Pompidou
L'Association Georges Pompidou est une association française créée le 27 mai 1989 et reconnue d'utilité publique par décret du 23 mars 1993. Elle se transforme en Institut Georges Pompidou en 2015. L'Institut réunit des personnalités qui ont apporté leur collaboration à l'ancien président de la République, ainsi que tous ceux qui s'intéressent à l'action de Georges Pompidou et plus largement aux années 1960-1970.

## Fonctionnement
Il s'appuie sur le travail d'universitaires et d'historiens et comprend :
- un conseil d'administration ;
- un conseil scientifique ;
- des permanents assurant son activité quotidienne.

Son fonctionnement est assuré par les cotisations de ses adhérents, des dons ou des subventions accordées par les pouvoirs publics, notamment par les services du Premier ministre. Les différentes recettes de l'Institut sont décrites à l'article 14 des statuts de l'Institut.
Ainsi, au cours de l'exercice 2011, une subvention d'un montant de 300 000 euros a été accordée par les services du Premier ministre à l'association, en faveur de la « publication et diffusion des archives du président Pompidou, [du] colloque "Georges Pompidou et l'influence de la France dans le monde", [de la] numérisation et indexation des archives orales, [du] prix Georges Pompidou, [ainsi que pour le] centenaire de la naissance de Georges Pompidou »,. Il est par ailleurs précisé qu'au titre de la réserve parlementaire, tant à l'Assemblée nationale qu'au Sénat, il a été versé un montant de 20 000 euros pour subvenir aux actions engagées cette année-là, déjà décrites ci-dessus.

## Activités
L'Institut a pour objet de favoriser l'étude des mutations de la France pendant les années 1960 et le début des années 1970, et l'action personnelle du président Georges Pompidou.
Son action prend plusieurs formes :
- information et documentation de chercheurs, journalistes, documentaristes, particuliers, etc., qui cherchent des renseignements sur Georges Pompidou. Certaines demandes conduisent à rédiger une fiche thématique pour aider la recherche ;
- l'organisation de colloques thématiques et de conférences ;
- des manifestations d'hommage à Georges Pompidou[5]. Ce sont notamment la messe anniversaire[6], chaque année au début du mois d'avril, et le prix Pompidou, créé en 1980 pour récompenser une œuvre qui illustre particulièrement la langue et la culture française ;
- des publications variées : ouvrages scientifiques (recueils d'archives, actes de colloque, etc.), et un programme de discours de Georges Pompidou en ligne ;
- un programme d'archives orales recueillant les témoignages des collaborateurs de Georges Pompidou.

### Prix Georges Pompidou
Créé en 1980 par le Haut comité de la langue française du ministère de la Culture, le prix Georges Pompidou est placé depuis 1991 sous le patronage de l'association Georges Pompidou. Un jury, composé de hautes personnalités issues de l'État, de l'université, de la société civile et des organisations internationales, assure la sélection des lauréats.

#### Liste des lauréats
- 1994 : Yves Bonnefoy pour l'ouvrage Ce qui fut sans lumière.
- 1995 : Pierre Schneider, critique d'art, essayiste et historien de l'art du XXe siècle pour l'ouvrage Matisse.
- 1997 : Marc Fumaroli pour l'ouvrage L'Âge de l'éloquence, rhétorique et res literaria de la Renaissance au seuil de l'époque classique.
- 1998 : Georges-Henri Soutou pour son ouvrage L'alliance incertaine, les rapports politico-stratégiques franco-allemands, 1954-1996.
- 1999 : Nicolas Baverez pour le livre Les orphelins de la liberté et Dominique Wolton pour son ouvrage intitulé Internet et après ?.
- 2000 : Serge Lemoine, professeur d'histoire de l'art à l'université de Paris IV-Sorbonne, conservateur en chef du musée de Grenoble et président du musée d'Orsay.
- 2001 : François Crouzet, professeur émérite d'histoire contemporaine à l'université Paris IV-Sorbonne pour son ouvrage Histoire de l'économie européenne, 1000-2000.
- 2002 : Thierry de Montbrial, membre de l'Institut, directeur général de l'IFRI, pour son ouvrage L'action et le système du monde.
- 2003 : Pierre Daix, journaliste, écrivain et biographe de Picasso.
- 2004 : Boutros Boutros-Ghali, ancien secrétaire général de l'Organisation des Nations unies, ancien secrétaire général de l'Organisation internationale de la Francophonie.
- 2005 : William Christie, fondateur et directeur de l'ensemble des Arts florissants (ensemble instrumental et vocal de musique baroque).
- 2006 : Pierre Soulages, artiste-peintre.
- 2007 : Yann Artus-Bertrand, photographe, président de l'association « Good Planet »[7].
- 2008 : Yves Coppens, paléontologue, professeur au Collège de France.
- 2009 : Alain Deloche, chirurgien-cardiologue, président de La chaîne de l'espoir.
- 2010 : Claude Imbert, fondateur du journal Le Point.
- 2012 : Brigitte Lefèvre, directrice de la danse à l'Opéra de Paris.
- 2013 : Nicole Le Douarin, secrétaire perpétuelle honoraire de l'Académie des sciences et professeur honoraire au Collège de France[8],[9].
- 2014 : L'Arche et Jean Vanier[10].

## Organisation

### Conseil d'administration
- Président : Alain Juppé

- Trésorier : Antoine Fouilleron

- Présidents d'honneur : 
  - Jacques Chirac, ancien président de la République
  - Édouard Balladur, ancien Premier ministre
  - Pierre Messmer, ancien Premier ministre
  - Bernard Ésambert

- Secrétaire général : Aurélien Caron

### Conseil scientifique
- Présidente
  - Christine Manigand, professeure à l'université Sorbonne-Nouvelle (Paris III)

- Membres
  - Mathias Bernard, professeur à l'université Clermont-Auvergne
  - Christian de Boissieu, professeur à l'université Panthéon-Sorbonne (Paris I)
  - Éric Bussière, professeur à l'université de Paris-Sorbonne (Paris IV)
  - Jean-Paul Cointet, professeur à l'université de Picardie-Jules-Verne
  - Olivier Forcade, professeur à l'université de Paris-Sorbonne (Paris IV)
  - Robert Frank, professeur à l'université Panthéon-Sorbonne (Paris I)
  - Bernard Lachaise, professeur à l'université Bordeaux-Montaigne (Bordeaux III)
  - Gilles Le Béguec, professeur à l'université de Paris-Nanterre (Paris X)
  - Philippe Nivet, professeur à l'université de Picardie-Jules-Verne
  - Pascal Perrineau, directeur du Centre de recherches politiques de Sciences Po
  - Vivien Richard, conservateur du patrimoine aux Archives nationales
  - Sylvain Schirmann, professeur à l'université Robert-Schumann (Strasbourg III) et directeur de l'Institut d'études politiques de Strasbourg
  - Jean-François Sirinelli, professeur à l'Institut d'études politiques de Paris
  - Frédéric Turpin, professeur à l'université de Chambéry
  - Frédéric Tristram, maître de conférences HDR à l'université Panthéon-Sorbonne (Paris I)

- Anciens présidents du conseil scientifique
  - François Caron, professeur émérite à l'université Paris-Sorbonne
  - Georges-Henri Soutou, membre de l'Académie des sciences morales et politiques
  - Éric Bussière, professeur à l'université de Paris-Sorbonne (Paris IV)
  - Gilles Le Béguec, professeur à l'université de Paris-Nanterre (Paris X)

## Publications de l'Institut Georges Pompidou

### Actes de colloques
- Georges Pompidou hier et aujourd'hui, témoignages, dir. P. Messmer, actes du colloque organisé à Paris les 30 novembre-1er décembre 1989, Neuilly-sur-Seine, Breet, 1990, 349 p.
- Georges Pompidou et l'Europe, dir. J.-R. Bernard, F. Caron, M. Vaïsse et M. Woimant, actes du colloque organisé à Paris les 25-26 novembre 1993, Paris, Complexe, 1995, 691 p.
- Georges Pompidou, homme de culture, dir. P. Tétart, actes du colloque organisé avec le Centre Georges-Pompidou à Paris le 6 avril 1994, Paris, Centre Georges-Pompidou, 1995.
- L'Aménagement du territoire (1958-1974), dir. F. Caron et M. Vaïsse, actes du colloque organisé avec la Fondation Charles-de-Gaulle à Dijon les 21-22 novembre 1996, Paris, Montréal, L'Harmattan, 1999, 394 p.
- Culture et action chez Georges Pompidou, dir. J.-C. Groshens et J.-F. Sirinelli, actes du colloque organisé à Paris les 3-4 décembre 1998, Paris, PUF, 2000, 454 p.
- Un politique, Georges Pompidou, dir. J.-P. Cointet, B. Lachaise, G. Le Béguec et J.-M. Mayeur, actes du colloque organisé à Paris les 25-26 novembre 1999, Paris, PUF, 2001, 168 p.
- Georges Pompidou face à la mutation économique de l'Occident (1969-1974), dir. É. Bussière, actes du colloque organisé à Paris les 15-16 novembre 2000, Paris, PUF, 2003, 418 p.
- Action et pensée sociales chez Georges Pompidou, dir. A. Beltran et G. Le Béguec, actes du colloque organisé à Paris les 21-22 mars 2003, Paris, PUF, 2004, 428 p.
- Georges Pompidou, directeur de cabinet du général de Gaulle (juin 1958-janvier 1959), dir. B. Lachaise, G. Le Béguec et F. Turpin, actes du colloque organisé à Paris le 9 février 2005, Paris, Bruxelles, Peter Lang, coll. Georges Pompidou, série Études, vol. 1, 2006, 183 p.
- Georges Pompidou et la modernité, les tensions de l'innovation (1962-1974), dir. P. Griset, actes du colloque organisé à Paris les 18-19 mars 2005, Bruxelles, Peter Lang, coll. Georges Pompidou, série Études, vol. 2, 2006, 315 p.
- Georges Pompidou et le monde des campagnes (1962-1974), dir. G. Noël et É. Willaert, actes du colloque organisé à Aurillac les 8-9 juin 2006, Bruxelles, Peter Lang, coll. Georges Pompidou, série Études, vol. 3, 2007, 347 p.
- Georges Pompidou et Mai 1968, dir. B. Lachaise et S. Tricaud, actes du colloque organisé à Paris le 14 mars 2008, Bruxelles, Peter Lang, coll. Georges Pompidou, série Études, vol. 4, 2009, 203 p.[11]
- Georges Pompidou et les États-Unis, une « relation spéciale » (1969-1974), dir. É. Bussière, F. Dubasque, R. Frank et N. Vaicbourdt, actes du colloque organisé à Paris les 26-27 juin 2009, Bruxelles, Peter Lang, coll. Georges Pompidou, série Études, vol. 5, 2013, 238 p.
- L'élection présidentielle de 1969, dir. F. Fogacci, C. Francille et G. Le Béguec, actes du colloque organisé à Paris les 31 mai-1er juin 2013, Bruxelles, Peter Lang, coll. Georges Pompidou, série Études, vol. 7, 2016, 266 p.
- Georges Pompidou et une certaine idée de la France heureuse, dir. M. Flonneau, Chr. Manigand et É. Robin, actes du colloque organisé à Paris les 30-31 mars 2016, Bruxelles, Peter Lang, coll. Georges Pompidou, série Études, vol. 8, 2018, 300 p.
- Penser l'avenir au temps de Georges Pompidou, dir. G. Le Béguec et F. Tristram, actes du colloque organisé à Paris les 6-7 novembre 2014, Bruxelles, Peter Lang, coll. Georges Pompidou, série Études, vol. 9, 2018, 316 p.
- Léo Hamon, dir. G. Le Béguec, É. Robin et N. Roussellier, actes du colloque organisé avec la Fondation Charles-de-Gaulle et le Centre d'histoire de Sciences Po à Paris les 12-13 décembre 2013, Bruxelles, Peter Lang, coll. Georges Pompidou, série Études, vol. 10, 2018, 242 p.
- Jean-Bernard Raimond, un diplomate en politique, dir. C. Manigand et O. Sibre, actes du colloque organisé à Paris le 12 octobre 2017, Bruxelles, Peter Lang, coll. Georges Pompidou, série Études, vol. 11, 2020, 138 p.

### Autres publications, coéditions et partenariats
- Georges Pompidou vingt ans après, Paris, La Table ronde, 1994.
- La contribution de la présidence de Georges Pompidou à la Ve République, actes du colloque organisé avec l'université de Clermont I les 14-15 avril 1994 à Aurillac, Paris, Montchrestien, 1994.
- Georges Pompidou et la modernité, catalogue de l'exposition de la Galerie nationale du Jeu de paume, Paris, éd. du Centre Pompidou, 1999.
- Le grand dessein parisien de Georges Pompidou, dir. M. Flonneau, P. Geneste, Ph. Nivet, É. Willaert, Paris, Somogy, Archives nationales, Association Georges Pompidou, 2010.
- Sabrina Tricaud, L'entourage de Georges Pompidou (1962-1974), institutions, hommes et pratiques, Bruxelles, Peter Lang, coll. Georges Pompidou, série Études, vol. 6, 2013.
- Dans l'intimité du pouvoir, la présidence de Georges Pompidou, dir. C. Manigand et V. Richard, Paris, Éd. Nouveau Monde, Institut Georges Pompidou, Archives nationales, 2019.